# Treiles del Bio Bío
Treiles del bio bío es un equipo de fútbol americano que formó parte de la Liga Chilena de Football Americano (LCFA) hasta el año 2013, en año 2014 forman parte de la Federación Deportiva Nacional de Fútbol Americano de Chile o FEDFACH.
Actualmente es miembro Fundador del Torneo Nacional de Fútbol (TNF) y campeón del mismo
Radicado en Hualpen (Chile), Treiles del bio bío fue fundado en el 2009 y comenzaron a jugar en liga desde el 2010. El equipo se caracteriza por una sólida y dinámica estructura estratégica, estilo que los llevó a dos finales en el 2010, convirtiéndose así en el equipo sorpresa del año y pasando de estar subestimados a ser uno de los equipos más respetados del país.
Desde el 2011, Treiles del bio bío forma parte de la división Zona Sur de la LCFA.
Los "Treiles", forjaron una exitosa temporada en el 2010. Consiguiendo finalizar la temporada regular invictos con una marca de 3-0.
En sus inicios, "Treiles" se entrenaba a las orillas del río Biobío. Luego, para el invierno del 2010 se trasladaron un par de meses a las dependencias de la Universidad de Concepción. Actualmente, "Treiles" entrena y ejerce localía en el Estadio Las Golondrinas de Hualpen,Denominado "El Nido"
En el año 2012 "Treiles" fue el "Campeón Zona Sur" de la LCFA y en diciembre del mismo año se encontró con "Gladiadores del desierto" de Antofagasta en el estadio Santiago Bueras de Maipú. Treiles no pudo alcanzar la victoria en esa final pero prometieron llegar a la final del siguiente año.
Para el 2016 llegarían a la final de la segunda división del torneo nacional de fútbol americano, donde se imponen a su par Bulldogs por un marcador de 6-0 gracias a la agónica corrida de su wide reciever, Alexis Fernández, en la última jugada del encuentro.
Con este resultado, Treiles del Bío-Bío tendría acceso a la primera división de fútbol americano en Chile.
El año 2019 "Treiles" comienza los entrenamientos y su participación en el torneo de fútbol americano U-21.

## Historia
Treiles del bio bío se inició tímidamente en el mundo del football americano en octubre del 2009, en ese entonces, el reducido grupo de personas sólo se reunía con la intención de disfrutar del deporte que amaban. En el verano del 2010, el equipo tomó un rumbo que aspiraba a grandes cosas, se hizo una fuerte reestructuración que los impulsaba cada vez más como equipo, teniendo apariciones en prensa y publicitando el equipo de una forma u otra.
Ese mismo año, el equipo se puso a trabajar con mucho más ahínco a sabiendas de que en septiembre disputarían el primer torneo nacional de football americano en Chile (Torneo Bicentenario 2010). Debido a su lejanía con el resto de los equipos, la falta de ritmo le otorgaba a Treiles una reputación de primerizos y los llevó a ser subestimados en ese torneo. Debutaron contra Diablos Rojos de La Calera, consiguiendo una valiosa victoria en un apretado partido que los catapultó a la final del torneo, final que disputaron contra Cañoneros de Viña del Mar en donde perdieron por un abultado marcador. Sin embargo, esa memorable medalla de plata sirvió aún más para el crecimiento del equipo, ya que posterior al torneo, tuvieron un par de apariciones más en la prensa de Concepción y un reclutamiento masivo de nuevos jugadores.
En lo que quedaba de año, se estrenó la primera temporada oficial de la LCFA. El equipo comenzó ganando su primer encuentro de visita en Coquimbo contra Barracudas. Luego ganaron sus dos partidos de local contra Diablos Rojos y Club Deportivo Felinos de la Florida respectivamente, llegando así invictos con marca de 3-0 a la final de la temporada que se jugaría en el Estadio Bicentenario Municipal de La Florida, convirtiendo esta final en el mayor evento de football americano en Chile y América del Sur. Nuevamente se enfrentaron contra Cañoneros, y en un sufrido encuentro perdieron por 45-8, conformándose con ser los primeros vicecampeones de la LCFA.
En el año 2012, el torneo LCFA se dividió en dos conferencias: Norte y Sur. Treiles trabajó todo el año 2012 bajo el alero del entrenador "Cristian Rivera" quién los llevaría a jugar la final de ese mismo año. El trabajo realizado por el equipo dio frutos y finalmente salieron "Campeones Zona Sur" pudiendo vencer a sus rivales "Legión" de Talcahuanoy "Rhinos" de  Los ángeles. En dicha final Treiles no pudo llevarse la victoria, el encuentro terminó 0-14 a favor de los "Gladiadores del desierto" de Antofagasta y treiles nuevamente se queda con la medalla de plata.
El 2013 inicia sus entrenamientos bajo la dirección del nuevo Head Coach "Arturo Barrientos" quien fuera el entrenador del equipo ofensivo de Treiles durante la temporada 2012 y quién llegaría a reformular la estrategia del equipo.